# New Old Songs
New Old Songs är ett remixalbum av Limp Bizkit, släppt 4 december 2001. Albumet innehåller remixversioner av låtar från de tre första studioalbumen, samt låten Crushed som bara släpptes till End of Days-soundtracket.

## Låtlista
| Nr | Titel                                          | Producent(er)            | Artist(er)                 |
| -- | ---------------------------------------------- | ------------------------ | -------------------------- |
| 1  | "Nookie (For The Nookie)"                      | The Neptunes             | Limp Bizkit                |
| 2  | "Take A Look Around (Remixed by Timbaland)"    | Timbaland                | E 40, 8-Ball, Limp Bizkit  |
| 3  | "Break Stuff (Remixed by DJ Lethal)"           | DJ Lethal                | Limp Bizkit                |
| 4  | "My Way (The P. Diddy Remix)"                  | Sean "P Diddy" Combs     | Limp Bizkit                |
| 5  | "Crushed (Remixed by Bosko)"                   | Bosko                    | Bosko, Limp Bizkit         |
| 6  | "N 2gether Now (All In Together Now)"          | The Neptunes             | Limp Bizkit                |
| 7  | "Rearranged (Remixed by Timbaland)"            | Timbaland                | Bubba Sparxxx, Limp Bizkit |
| 8  | "Getcha Groove On (Dirt Road Mix)"             | DJ Premier               | Limp Bizkit, Xzibit        |
| 9  | "Faith/Fame Remix"                             | Fred Durst, Josh Abraham | Everlast, Limp Bizkit      |
| 10 | "My Way (Remixed by DJ Lethal)"                | DJ Lethal                | Limp Bizkit                |
| 11 | "Nookie (Androids vs. Las Putas Remix)"        | Butch Vig                | Limp Bizkit                |
| 12 | "Counterfeit (Lethal Dose Extreme Guitar Mix)" | DJ Lethal                | Limp Bizkit                |
| 13 | "Rollin' (DJ Monk-vs-The Track Mack Remix)"    | DJ Monk, The Track Mack  | Limp Bizkit                |
| 14 | "My Way (DJ Premier Way Remix)"                | DJ Premier               | Limp Bizkit                |
| 15 | "My Way (William Orbit's Mix)"                 | William Orbit            | Limp Bizkit                |
| 16 | "My Way (Pistols' Dancehall Dub)"              | Dub Pistols              | Limp Bizkit                |